# Llista de topònims de Golmés
Llista de topònims (noms propis de lloc) del municipi de Golmés, a Pla d'Urgell
Informació actualitzada per un bot. Els canvis manuals es perdran quan s'actualitzi!

## cabana
| imatge | Nom              | Ubicat a | instància de | Detalls | coordenades                                                          | Protecció | Commons (més fotos) | Dades a WD                    |
| ------ | ---------------- | -------- | ------------ | ------- | -------------------------------------------------------------------- | --------- | ------------------- | ----------------------------- |
|        | era del Llac     | Golmés   | cabana       |         | 41° 37′ 31″ N, 0° 55′ 54″ E / 41.6253426770676°N,0.931715000034922°E |           |                     | Modifica les dades a Wikidata |
|        | era del Moragues | Golmés   | cabana       |         | 41° 37′ 37″ N, 0° 55′ 31″ E / 41.6270467596609°N,0.925322431504673°E |           |                     | Modifica les dades a Wikidata |
|        | era del Tabaco   | Golmés   | cabana       |         | 41° 37′ 37″ N, 0° 55′ 35″ E / 41.626831997971°N,0.926397666886124°E  |           |                     | Modifica les dades a Wikidata |

## casa
| imatge | Nom          | Ubicat a | instància de | Detalls                       | coordenades                                                           | Protecció                                  | Commons (més fotos)   | Dades a WD                    |
| ------ | ------------ | -------- | ------------ | ----------------------------- | --------------------------------------------------------------------- | ------------------------------------------ | --------------------- | ----------------------------- |
|        | Cal Calbís   | Golmés   | casa         | Estil: arquitectura popular   | 41° 37′ 58″ N, 0° 55′ 56″ E / 41.6329°N,0.93221°E                     | bé integrant del patrimoni cultural català | Cal Calbís            | Modifica les dades a Wikidata |
|        | Cal Felip    | Golmés   | casa         | Estil: arquitectura popular   | 41° 37′ 58″ N, 0° 55′ 57″ E / 41.6327°N,0.93249°E ca:plaça Major      | bé integrant del patrimoni cultural català | Cal Felip (Golmés)    | Modifica les dades a Wikidata |
|        | Cal Manuelet | Golmés   | casa         | Estil: arquitectura barroca   | 41° 37′ 58″ N, 0° 55′ 56″ E / 41.63283°N,0.93222°E ca:Carrer Major    | bé integrant del patrimoni cultural català | Cal Manuelet (Golmés) | Modifica les dades a Wikidata |
|        | Cal Marquet  | Golmés   | casa         | Estil: arquitectura popular   | 41° 37′ 58″ N, 0° 55′ 58″ E / 41.6329°N,0.93281°E                     | bé integrant del patrimoni cultural català | Cal Marquet (Golmés)  | Modifica les dades a Wikidata |
|        | Cal Metge    | Golmés   | casa         | Estil: arquitectura popular   | 41° 37′ 56″ N, 0° 55′ 59″ E / 41.6322°N,0.93307°E                     | bé integrant del patrimoni cultural català | Cal Metge (Golmés)    | Modifica les dades a Wikidata |
|        | Cal Patet    | Golmés   | casa         |                               | 41° 37′ 59″ N, 0° 55′ 57″ E / 41.633°N,0.93263°E ca:Carrer Cendra, 22 | bé integrant del patrimoni cultural català | Cal Patet (Golmés)    | Modifica les dades a Wikidata |
|        | Cal Postilló | Golmés   | casa         | Estil: arquitectura popular   | 41° 37′ 56″ N, 0° 55′ 53″ E / 41.6323°N,0.93134°E ca:Carrer Raval, 1  | bé integrant del patrimoni cultural català | Cal Postilló (Golmés) | Modifica les dades a Wikidata |
|        | Cal Toldrà   | Golmés   | casa         | Estil: arquitectura eclèctica | 41° 37′ 56″ N, 0° 55′ 58″ E / 41.6322°N,0.93288°E ca:Carrer Portal    | bé integrant del patrimoni cultural català | Cal Toldrà (Golmés)   | Modifica les dades a Wikidata |

## edifici
| imatge | Nom                   | Ubicat a | instància de | Detalls                       | coordenades                                                          | Protecció                                  | Commons (més fotos)            | Dades a WD                    |
| ------ | --------------------- | -------- | ------------ | ----------------------------- | -------------------------------------------------------------------- | ------------------------------------------ | ------------------------------ | ----------------------------- |
|        | Big Ben               | Golmés   | edifici      |                               | 41° 37′ 50″ N, 0° 54′ 21″ E / 41.630527°N,0.905796°E                 |                                            |                                | Modifica les dades a Wikidata |
|        | Casilla del Canal     | Golmés   | edifici      |                               | 41° 37′ 00″ N, 0° 55′ 18″ E / 41.6167567549147°N,0.921583684899466°E |                                            |                                | Modifica les dades a Wikidata |
|        | Escoles de Golmés     | Golmés   | edifici      | Estil: arquitectura popular   | 41° 38′ 00″ N, 0° 55′ 45″ E / 41.6333°N,0.92913°E                    | bé integrant del patrimoni cultural català | Escoles de Golmés              | Modifica les dades a Wikidata |
|        | Pilastra dels Fondets | Golmés   | edifici      | Estil: arquitectura del ferro | 41° 36′ 22″ N, 0° 56′ 27″ E / 41.6061°N,0.94078°E                    | bé integrant del patrimoni cultural català | Pilastra dels Fondets (Golmés) | Modifica les dades a Wikidata |

## granja
| imatge | Nom                | Ubicat a | instància de | Detalls | coordenades                                                          | Protecció | Commons (més fotos) | Dades a WD                    |
| ------ | ------------------ | -------- | ------------ | ------- | -------------------------------------------------------------------- | --------- | ------------------- | ----------------------------- |
|        | Granja Pau         | Golmés   | granja       |         | 41° 37′ 22″ N, 0° 55′ 39″ E / 41.622771051502°N,0.927452072915713°E  |           |                     | Modifica les dades a Wikidata |
|        | Granja del Cosme   | Golmés   | granja       |         | 41° 37′ 20″ N, 0° 56′ 01″ E / 41.6222586307822°N,0.933506026478061°E |           |                     | Modifica les dades a Wikidata |
|        | Granja del Crespo  | Golmés   | granja       |         | 41° 37′ 27″ N, 0° 55′ 05″ E / 41.6240418942724°N,0.918036718403559°E |           |                     | Modifica les dades a Wikidata |
|        | Granja del Fulleda | Golmés   | granja       |         | 41° 36′ 30″ N, 0° 54′ 33″ E / 41.6083728948968°N,0.909240416802128°E |           |                     | Modifica les dades a Wikidata |
|        | Granja del Mauro   | Golmés   | granja       |         | 41° 37′ 02″ N, 0° 54′ 33″ E / 41.6172059756052°N,0.909111069674686°E |           |                     | Modifica les dades a Wikidata |
|        | Granja del Pesso   | Golmés   | granja       |         | 41° 36′ 22″ N, 0° 56′ 19″ E / 41.6061488800764°N,0.938688400710274°E |           |                     | Modifica les dades a Wikidata |

## masia
| imatge | Nom                     | Ubicat a | instància de | Detalls                     | coordenades                                                          | Protecció                                  | Commons (més fotos) | Dades a WD                    |
| ------ | ----------------------- | -------- | ------------ | --------------------------- | -------------------------------------------------------------------- | ------------------------------------------ | ------------------- | ----------------------------- |
|        | Can Palau               | Golmés   | masia        |                             | 41° 37′ 48″ N, 0° 55′ 47″ E / 41.6299609509214°N,0.929598591777649°E |                                            |                     | Modifica les dades a Wikidata |
|        | Mas Pons                | Golmés   | masia        | Estil: arquitectura popular | 41° 37′ 48″ N, 0° 55′ 41″ E / 41.62997°N,0.92806°E                   | bé integrant del patrimoni cultural català | Mas Pons (Golmés)   | Modifica les dades a Wikidata |
|        | Torre Girona            | Golmés   | masia        |                             | 41° 36′ 58″ N, 0° 55′ 31″ E / 41.6160498346455°N,0.925326978741944°E |                                            |                     | Modifica les dades a Wikidata |
|        | Torre Maldà             | Golmés   | masia        |                             | 41° 36′ 23″ N, 0° 55′ 15″ E / 41.6064317795763°N,0.920895214970311°E |                                            |                     | Modifica les dades a Wikidata |
|        | Torre Vilarosa          | Golmés   | masia        |                             | 41° 37′ 11″ N, 0° 54′ 36″ E / 41.6197776093736°N,0.909868149386114°E |                                            |                     | Modifica les dades a Wikidata |
|        | Torre de l'Eloi         | Golmés   | masia        |                             | 41° 38′ 11″ N, 0° 55′ 29″ E / 41.6364378634851°N,0.924672997014597°E |                                            |                     | Modifica les dades a Wikidata |
|        | Torre del Bolitxe       | Golmés   | masia        |                             | 41° 37′ 37″ N, 0° 56′ 27″ E / 41.626810128182°N,0.940707024676626°E  |                                            |                     | Modifica les dades a Wikidata |
|        | Torre del Calvís        | Golmés   | masia        |                             | 41° 37′ 13″ N, 0° 56′ 46″ E / 41.6202756733899°N,0.945980150629232°E |                                            |                     | Modifica les dades a Wikidata |
|        | Torre del Camil·lo      | Golmés   | masia        |                             | 41° 36′ 50″ N, 0° 55′ 13″ E / 41.6137501865222°N,0.920180061330206°E |                                            |                     | Modifica les dades a Wikidata |
|        | Torre del Carrasca      | Golmés   | masia        |                             | 41° 36′ 50″ N, 0° 56′ 01″ E / 41.6138390872354°N,0.933594872305446°E |                                            |                     | Modifica les dades a Wikidata |
|        | Torre del Cotxa         | Golmés   | masia        |                             | 41° 36′ 45″ N, 0° 55′ 09″ E / 41.6125611228226°N,0.919174164718233°E |                                            |                     | Modifica les dades a Wikidata |
|        | Torre del Càndido       | Golmés   | masia        |                             | 41° 38′ 12″ N, 0° 55′ 14″ E / 41.6365432648772°N,0.920539651706808°E |                                            |                     | Modifica les dades a Wikidata |
|        | Torre del Forcat        | Golmés   | masia        |                             | 41° 37′ 24″ N, 0° 56′ 17″ E / 41.6232781739354°N,0.938118719535615°E |                                            |                     | Modifica les dades a Wikidata |
|        | Torre del Forcat        | Golmés   | masia        |                             | 41° 36′ 28″ N, 0° 55′ 49″ E / 41.6078878465544°N,0.930208748723808°E |                                            |                     | Modifica les dades a Wikidata |
|        | Torre del Fulleda       | Golmés   | masia        |                             | 41° 36′ 36″ N, 0° 54′ 49″ E / 41.6100360328355°N,0.913530974235443°E |                                            |                     | Modifica les dades a Wikidata |
|        | Torre del Jaques        | Golmés   | masia        |                             | 41° 38′ 22″ N, 0° 54′ 26″ E / 41.6394731658007°N,0.90729859163693°E  |                                            |                     | Modifica les dades a Wikidata |
|        | Torre del Julian        | Golmés   | masia        |                             | 41° 36′ 58″ N, 0° 54′ 54″ E / 41.6161878281945°N,0.915036907549521°E |                                            |                     | Modifica les dades a Wikidata |
|        | Torre del Marina        | Golmés   | masia        |                             | 41° 37′ 26″ N, 0° 55′ 59″ E / 41.6238554842265°N,0.933154935927315°E |                                            |                     | Modifica les dades a Wikidata |
|        | Torre del Moreta        | Golmés   | masia        |                             | 41° 36′ 39″ N, 0° 54′ 42″ E / 41.6108141232666°N,0.911741756524311°E |                                            |                     | Modifica les dades a Wikidata |
|        | Torre del Mílio         | Golmés   | masia        |                             | 41° 37′ 01″ N, 0° 54′ 13″ E / 41.6169418901104°N,0.903514645801166°E |                                            |                     | Modifica les dades a Wikidata |
|        | Torre del Pau del Magre | Golmés   | masia        |                             | 41° 38′ 19″ N, 0° 55′ 51″ E / 41.6386901157617°N,0.930699813862441°E |                                            |                     | Modifica les dades a Wikidata |
|        | Torre del Pau dels Bous | Golmés   | masia        |                             | 41° 37′ 13″ N, 0° 54′ 21″ E / 41.6203894136659°N,0.905875494973683°E |                                            |                     | Modifica les dades a Wikidata |
|        | Torre del Quico         | Golmés   | masia        |                             | 41° 36′ 51″ N, 0° 55′ 44″ E / 41.6141672068423°N,0.928807775835205°E |                                            |                     | Modifica les dades a Wikidata |
|        | Torre del Robert        | Golmés   | masia        |                             | 41° 38′ 14″ N, 0° 54′ 57″ E / 41.6372962527003°N,0.915869176521385°E |                                            |                     | Modifica les dades a Wikidata |
|        | Torre del Simó          | Golmés   | masia        |                             | 41° 38′ 14″ N, 0° 55′ 03″ E / 41.63712778°N,0.91757278°E             |                                            |                     | Modifica les dades a Wikidata |
|        | Torre del Tribó         | Golmés   | masia        |                             | 41° 38′ 26″ N, 0° 54′ 24″ E / 41.64065833°N,0.90674722°E             |                                            |                     | Modifica les dades a Wikidata |
|        | Torre del Trilla        | Golmés   | masia        |                             | 41° 37′ 40″ N, 0° 56′ 16″ E / 41.627727108566°N,0.93769337810715°E   |                                            |                     | Modifica les dades a Wikidata |
|        | Torre del Vico          | Golmés   | masia        |                             | 41° 37′ 47″ N, 0° 56′ 11″ E / 41.6296081861722°N,0.936524432994552°E |                                            |                     | Modifica les dades a Wikidata |
|        | Torre del Xollat        | Golmés   | masia        |                             | 41° 38′ 11″ N, 0° 54′ 41″ E / 41.6364498806276°N,0.911418336423216°E |                                            |                     | Modifica les dades a Wikidata |
|        | Xalet del Fulleda       | Golmés   | masia        |                             | 41° 36′ 32″ N, 0° 54′ 46″ E / 41.6088718880551°N,0.912908469567887°E |                                            |                     | Modifica les dades a Wikidata |
|        | les Fogones             | Golmés   | masia        |                             | 41° 38′ 20″ N, 0° 55′ 49″ E / 41.6388529287775°N,0.930238370018353°E |                                            |                     | Modifica les dades a Wikidata |

## nucli de població
| imatge | Nom         | Ubicat a | instància de                                           | Detalls | coordenades                                                                 | Protecció | Commons (més fotos) | Dades a WD                    |
| ------ | ----------- | -------- | ------------------------------------------------------ | ------- | --------------------------------------------------------------------------- | --------- | ------------------- | ----------------------------- |
|        | el Codís    | Golmés   | nucli de població nucli d'entitat singular de població | 312 hab | 41° 37′ 43″ N, 0° 54′ 19″ E / 41.62872°N,0.90535°E 260 msnm                 |           |                     | Modifica les dades a Wikidata |
|        | els Merlets | Golmés   | nucli de població nucli d'entitat singular de població | 70 hab  | 41° 38′ 10″ N, 0° 54′ 14″ E / 41.636120419656°N,0.90381029318922°E 253 msnm |           |                     | Modifica les dades a Wikidata |

## polígon industrial
| imatge | Nom                           | Ubicat a | instància de       | Detalls | coordenades                                                          | Protecció | Commons (més fotos) | Dades a WD                    |
| ------ | ----------------------------- | -------- | ------------------ | ------- | -------------------------------------------------------------------- | --------- | ------------------- | ----------------------------- |
|        | Polígon industrial El Colomer | Golmés   | polígon industrial |         | 41° 37′ 56″ N, 0° 54′ 51″ E / 41.6321662641667°N,0.914089706108931°E |           |                     | Modifica les dades a Wikidata |
|        | Polígon industrial Golparc    | Golmés   | polígon industrial |         | 41° 37′ 41″ N, 0° 54′ 30″ E / 41.6279181669203°N,0.908308684693428°E |           |                     | Modifica les dades a Wikidata |
|        | Zona industrial El Pla        | Golmés   | polígon industrial |         | 41° 38′ 03″ N, 0° 56′ 33″ E / 41.634156680806°N,0.942562026692833°E  |           |                     | Modifica les dades a Wikidata |
|        | Zona industrial La Cometa     | Golmés   | polígon industrial |         | 41° 38′ 29″ N, 0° 55′ 53″ E / 41.6413518523433°N,0.931467094626837°E |           |                     | Modifica les dades a Wikidata |

## salt d'aigua
| imatge | Nom            | Ubicat a | instància de                 | Detalls | coordenades                                                          | Protecció | Commons (més fotos) | Dades a WD                    |
| ------ | -------------- | -------- | ---------------------------- | ------- | -------------------------------------------------------------------- | --------- | ------------------- | ----------------------------- |
|        | Salt del Duran | Golmés   | salt d'aigua obra hidràulica |         | 41° 36′ 23″ N, 0° 56′ 27″ E / 41.606314°N,0.940849°E                 |           |                     | Modifica les dades a Wikidata |
|        | Salt del Duran | Golmés   | salt d'aigua                 |         | 41° 36′ 21″ N, 0° 56′ 28″ E / 41.6058401788204°N,0.941062234181486°E |           |                     | Modifica les dades a Wikidata |

## Misc
| imatge | Nom                         | Ubicat a                                                                | instància de                                           | Detalls                      | coordenades                                                                                           | Protecció                                  | Commons (més fotos)                | Dades a WD                    |
| ------ | --------------------------- | ----------------------------------------------------------------------- | ------------------------------------------------------ | ---------------------------- | --- | ------------------------------------------ | ---------------------------------- | ----------------------------- |
|        | Estació de Golmés           | Golmés                                                                  | estació de ferrocarril                                 |                              | 41° 38′ 10″ N, 0° 55′ 51″ E / 41.635975°N,0.93084722222222°E                                          |                                            |                                    | Modifica les dades a Wikidata |
|        | Golmés                      | Golmés                                                                  | entitat singular de població capital municipal         | 1913 hab                     | 41° 38′ 01″ N, 0° 55′ 53″ E / 41.63354°N,0.93125°E 265 msnm                                           |                                            |                                    | Modifica les dades a Wikidata |
|        | Pont del Cap del Terme      | Golmés                                                                  | pont                                                   | Estil: arquitectura popular  | 41° 36′ 26″ N, 0° 56′ 22″ E / 41.6071°N,0.93956°E                                                     | bé integrant del patrimoni cultural català | Pont del Cap del Terme             | Modifica les dades a Wikidata |
|        | Sant Salvador de Golmés     | Golmés                                                                  | església església parroquial                           |                              | 41° 37′ 56″ N, 0° 55′ 56″ E / 41.6323°N,0.93231°E                                                     | bé integrant del patrimoni cultural català | Església de Sant Salvador (Golmés) | Modifica les dades a Wikidata |
|        | casa consistorial de Golmés | Golmés                                                                  | casa consistorial                                      |                              | 41° 37′ 56″ N, 0° 55′ 58″ E / 41.6322701°N,0.9327891°E                                                |                                            |                                    | Modifica les dades a Wikidata |
|        | creu de terme (Golmés)      | Golmés                                                                  | creu de terme                                          |                              | 41° 37′ 55″ N, 0° 55′ 59″ E / 41.6319°N,0.93298°E                                                     | bé integrant del patrimoni cultural català | Creu de terme (Golmés)             | Modifica les dades a Wikidata |
|        | les Colònies                | Golmés                                                                  | nucli d'entitat singular de població nucli de població | 316 hab                      | 41° 38′ 09″ N, 0° 56′ 15″ E / 41.63575332°N,0.93746554°E 264 msnm                                     |                                            |                                    | Modifica les dades a Wikidata |
|        | riu Corb                    | Noguera Segrià Conca de Barberà Pla d'Urgell Urgell província de Lleida | curs d'aigua                                           | Desemboca: Segre Llarg: 57km | 41° 40′ 41″ N, 0° 42′ 45″ E / 41.678°N,0.71242°E 41° 32′ 33″ N, 1° 21′ 21″ E / 41.542506°N,1.355713°E |                                            | Corb River                         | Modifica les dades a Wikidata |